# Liste der ServusTV-Sendungen
Die Liste der ServusTV-Sendungen ist eine nicht vollständige Zusammenstellung laufender und ehemaliger Formate des österreichischen Privatsenders ServusTV.

## Aktuelle Formate
(Quelle:)

### Nachrichten und Magazine
- Servus Nachrichten – Nachrichten aus Österreich und der Welt (Montag bis Sonntag, 18:00 Uhr und 19:20)
- Servus Reportage – Kritisch, hintergründig, persönlich (Donnerstag, 21:10 Uhr)
- Servus Wetter – Alpenraum (Montag bis Freitag, 05:55, 13:58, 18:08 und 20:10 Uhr)
- Talk im Hangar-7 – Live-TV-Talk mit nationalen und internationalen Experten zu Fragen der Zeit, moderiert von Michael Fleischhacker (Donnerstag, 22:10 Uhr)

Nur ServusTV Österreich:
- Der Wegscheider – Satirischer Wochenrückblick mit Ferdinand Wegscheider (Samstag, 18:05 Uhr)
- Servus Nachrichten – Nachrichten aus Österreich und der Welt (Montag bis Sonntag, 18:00 Uhr und 19:20)
- Servus am Abend – Live-Infotainment-Magazin (Montag bis Freitag, 18:05 Uhr und Samstag, 19:30 Uhr)
- Servus um 2 – Live-Infotainment-Magazin am Nachmittag (Montag bis Freitag, 14:00 Uhr)
- Der Pragmaticus – Studiogespräch mit nationalen und internationalen Experten zu einem aktuellen Thema, moderiert von Roger Köppel (jeden ersten Sonntag im Monat, 22:45 Uhr)
- Links. Rechts. Mitte – Duell der Meinungsmacher – Experten diskutieren politisch und gesellschaftlich aktuelle Themen, moderiert von Katrin Prähauser und Michael Fleischhacker (Sonntag, 21:45 Uhr)
- Fahndung Österreich – Live-True Crime Format in Zusammenarbeit mit dem BMI, präsentiert von Hans Martin Paar. (Donnerstag, 20:15 Uhr)

### Dokumentationen und Porträts
- Auf Entdeckungsreise – durch Europa (morgens/mittags, zusätzlich Montag bis Freitag, 19:10 Uhr, ServusTV Deutschland)
- Auf Entdeckungsreise – in der Tierwelt (unregelmäßig morgens/mittags von Montag bis Freitag und zusätzlich Montag bis Freitag, 18:15 Uhr, ServusTV Deutschland)
- Auf legendären Routen – Ganz besondere Wege (Montag bis Freitag, ca. 05:40, ServusTV Österreich und ca. 07:35 Uhr, ServusTV Deutschland)
- Bergwelten – Bergdoku-Reihe (Montag, 20:15 Uhr)
- BilderWelten – Nachtschleife – Beeindruckende Bilder aus aller Welt (täglich, ca. 3:00/4:00 Uhr)
- Die unglaublichsten Verbindungen – Missing Link – Zusammenhänge aus der Wissenswelt (Montag bis Freitag, 18:40, ServusTV Österreich und Sonntag, ca. 13:40 Uhr, ServusTV Deutschland)
- Faszination Heimat – Die Alpen aus neuen Blickwinkeln (Freitag, 21:10 Uhr)
- Gartln mit Starkl – Expertentipps zur Gartenpflege von Josef Starkl (Sonntag, 17:00 Uhr)
- Hubble – Mission Universum – Spannende Reisen in die Astronomiewelt (regelmäßig Sonntag, ca. 22:20 Uhr)
- Kopernikus – Rätsel der Galaxis – Faszinierende Bildwelten, spannende Fragestellungen zur Astronomie (regelmäßig Sonntag, ca. 22:10 Uhr)[2]
- Metropolis – Die Seele einer Stadt (Sonntag, 20:15)
- Moderne Wunder – Gebrauchsgegenstände, Erfindungen der Neuzeit und deren Besonderheiten aus ungewohnten Blickwinkeln (Montag bis Freitag, 17:00 Uhr)[3]
- TM Wissen – Anspruchsvolles Wissen – unterhaltsam erklärt, bis 2024 als P.M. Wissen in Zusammenarbeit mit P.M., präsentiert von Gernot Grömer (Donnerstag, 20:15 Uhr)
- Terra Mater – Schönheit des Planeten, Dokumentation zu Natur, Wissenschaft, Geschichte (Mittwoch, 20:15 Uhr)[4]

Nur ServusTV Österreich:
- Das Salzkammergut – haftig, pfachtlig, gschmoh – Bräuche und Landschaften (Freitag, 20:15 Uhr)
- Einfach gut leben – Tipps für ein gesundes Leben mit Hans Gasperl (Samstag, ca. 14:30 Uhr)

### Unterhaltung, Filme und Serien
- Aus die Maus – eigenproduzierte Fiktionalserie von ServusTV
- Bares für Rares – Kuriositäten und Schätze, präsentiert von Horst Lichter (Montag bis Freitag, 14:55 Uhr)
- Bares für Rares Österreich – Kuriositäten und Schätze, präsentiert von Willi Gabalier (Sonntag, 20:15 Uhr)
- Das Netz – Internationale Fernsehserie über kriminelle Machenschaften im Fußball (Samstag und Sonntag, 20:15 Uhr)
- Hubert ohne Staller – (Dienstag, 20:15 Uhr)
- Hubert und Staller – (Dienstag, 20:15 Uhr)
- Im Netz der Camorra – eigenproduzierter Spielfilm
- KinoZeit – Spielfilm-Highlights – (Samstag, 20:15 und ca. 22:15 Uhr)
- KinoZeit – Spielfilm-Reihe – (Dienstag, 20:15 und ca. 22:00 Uhr)
- Klammer – Chasing the Line – eigenproduzierter Spielfilm
- Letzter Gipfel – ein eigenproduzierter Altausseekrimi
- Letzte Bootsfahrt – ein eigenproduzierter Altausseekrimi
- Meiberger – Im Kopf des Täters – eigenproduzierte Fiktionalserie von ServusTV
- Meiberger – Mörderisches Klassentreffen – eigenproduzierter Spielfilm
- Quizmaster – Interaktives Quiz, moderiert von Andreas Moravec (Montag bis Freitag, 19:35 Uhr)
- Quizjagd – Interaktives Quiz, moderiert von Florian Lettner (Montag bis Freitag, 17:05 Uhr)

### Kultur und Kulinarik
- Die besten Köche der Welt – Zu Gast im Ikarus
- Gottesdienst LIVE – Live-Übertragung eines Gottesdienstes aus je einer Gemeinde in Österreich (Sonntag, 09:00 Uhr)
- Gruschka's Kunst- & Trödeltouren – Tolle Flohmarktbesuche mit Roland Gruschka
- Holenders Loge mit Ioan Holender
- Wohl bekomm's. Kulinarische Ausflüge – Regionale Spezialitäten und Köstlichkeiten
- kulTOUR mit Holender – Hintergründiges Kultur-Magazin mit Ioan Holender (Samstag, 18:30, ServusTV Deutschland und 18:50 Uhr, ServusTV Österreich)
- literaTOUR – Das Literatur-Magazin mit Thomas Rottenberg bzw. Alfred Komarek und Theodora Bauer[5][6]
- Die besten Köche der Welt – Zu Gast im Ikarus – Kulinarisches aus dem Restaurant Ikarus im Hangar-7 (regelmäßig am Sonntag)

### Volkskultur
- Einfach gut leben – Tipps für ein gesundes Leben mit Dr. Hans Gasperl
- Fast vergessen – Alte Handwerkskünste, neu entdeckt (Samstag, 19:00 Uhr, ServusTV Deutschland)
- Groß am Land – David Groß auf leisen Indianersohlen und auf der Suche nach dem großen Geist in Südtirol und in Wildwest Stimmung am Sold River
- Heimatleuchten – Unseren Wurzeln auf der Spur
- Heimatlexikon – Unser Österreich – Ein „Nachschlagewerk“ zum Stöbern und Staunen
- Hin über d'Alm – Tradition, Handwerk und Kulinarik an unberührten Flecken im Alpenraum mit Conny Bürgler
- Hoagascht – Das Volkskultur-Magazin mit Bertl Göttl, Christina Brunauer, Richard Deutinger, Patrick Eisl und Conny Bürgler (Sonntag, 19:45 Uhr)
- Ich, Bauer – Blick hinter die Kulissen landwirtschaftlicher Betriebe in Österreich (Freitag, 21:10 Uhr)
- Mythenland – Köhlmeier
- Österreichische Hotel-Legenden – Blick hinter die Kulissen österreichischer Traditionshäuser (Freitag, 21:10 Uhr)
- Ostrowski macht Urlaub – Michael Ostrowski reist durch Österreich und lernt Land und Leute kennen (Freitag, 21:10 Uhr)
- Restaurantlegenden – Blick hinter die Kulissen bekannter österreichischer Wirtshäuser (Freitag, 21:10 Uhr)
- Das Salzkammergut – haftig, pfachtlig, gschmoh – Bräuche und Landschaften des „zehnten Bundeslandes“
- Servus Musikantenstammtisch – Musikanten- und Brauchtumsgruppen aus Österreich und Bayern werden vorgestellt, mit Conny Bürgler, Patrick Eisl und Richard Deutinger (Freitag, 21:10 Uhr)
- Unterwegs mit Bertl Göttl – Eine musikalische Reise durch den Servus-Raum, präsentiert von Bertl Göttl
- Wir sind... – Einfühlsame Porträts, außergewöhnliche Menschen
- Zeitlos – Schule des Lebens – Familiensendung, in der Kinder Einblick in verschiedene Berufe erhalten (Sonntag, 17:35 Uhr)

### Sport
- Sport und Talk aus dem Hangar-7 – Top-Themen, Ausnahme-Athleten, Experten (Montag, 21:10, live, ServusTV Österreich und ca. 22:20 Uhr, ServusTV Deutschland)
- Servus Sport Aktuell – Live News-Sendung über aktuelle Sport-Themen (täglich, 19:15 Uhr)
- AIRPOWER
- ATP Tour
- DTM und DTM Trophy – Live-Sport Übertragung
- Davis Cup
- FIFA Fussball-Weltmeisterschaft
- Formel 1 – Live-Sport Übertragung
- Formel 2
- Formel 3
- MotoGP – Live-Sport Übertragung
- Porsche Supercup
- Superbike – Live-Sport Übertragung
- UEFA Champions League – Live-Sport Übertragung
- UEFA Europa League – Live-Sport Übertragung
- UEFA Europa Conference League – Live-Sport Übertragung
- US Open
- Wings for Life Worldrun
- World of Freesports
- World Rally Championship – Rallye-Serie

### Red-Bull-TV-Fenster
- Red Bull Air Race – Luftrennserie
- Red Bull Cliff Diving World Series – Klippenspringen
- Red Bull X-Fighters World Tour – Freestyle-Motocross-Akrobatik

### Derzeit nicht ausgestrahlt
- Anna Pihl – Auf Streife in Kopenhagen – Dänische Krimi-Serie (Donnerstag, 00:30 Uhr)
- Commissario Montalbano – Italienische Krimi-Serie (Montag, 20:15 Uhr)
- Die Vroni aus Kawasaki – Japanische Soap Hanbun, Aoi mit humoristischer österreichisch-bayerischer Synchronisation
- Dolezal Backstage – Persönlich erlebte Storys Rudi Dolezals aus über 30 Jahren Rock- und Pop-Geschichte (Donnerstag, 20:15 Uhr)[7]
- Eine Couch für alle – Sitcom
- Einfach Kathi – resch & lieblich – Der andere Promi-Talk mit Kathi Wörndl (Freitag, 22:15 Uhr)
- Entenfellners Tier-Welt – Tiersendung mit Maggie Entenfellner (Sonntag, 17:45 Uhr)
- Factum (Donnerstag, 21:10 Uhr)
- Hansi Hinterseer – Einfach Weihnachten (Freitags vor Weihnachten, 21:15 Uhr)
- Heimatlexikon – Unser Österreich
- Heute-show – Deutsche Satire (Samstag, 17:20 Uhr, ServusTV Österreich (bald))
- Hin über d’Alm – Tradition, Handwerk, Kulinarik an unberührten Flecken im Alpenraum
- Hubertusjagd – Menschen & Metropolen mit Hubertus von Hohenlohe (Mittwoch, 22:20 Uhr)
- Im Kontext – Die Reportage – Reportagereihe in Zusammenarbeit mit Addendum (regelmäßig Donnerstag, 21:15)
- Kalenderblatt – Historische Beiträge: „Austria Wochenschau“ (Montag bis Freitag, 17:05 Uhr)
- Kulinarische Ausflüge – Regionale Spezialitäten und Köstlichkeiten
- Landträume – Europas schönste Landschaften und Gärten (Dienstag, 22:05 Uhr)
- literaTOUR – Literatur-Magazin mit Thomas Rottenberg (Donnerstag, 23:30 Uhr)
- McLeods Töchter – Australische Abenteuerserie (Montag bis Freitag, 15:00, ServusTV Deutschland und 15:05 Uhr, ServusTV Österreich)
- Miteinand durchs Land – Zu Fuß unterwegs durch den Alpenraum (Freitag, 18:45 Uhr)
- Pixners BACKstage – Musikalische Gratwanderungen mit Herbert Pixner (Mittwoch, 23:25 Uhr)
- Pixners BACKstage – Herbert Pixner präsentiert wieder musikalische Gratwanderungen aus der Kulturbackstube in Innsbruck
- Retroalpin – Legenden des Bergfilms und ihre Schätze (Freitag, 21:20 Uhr)
- Reisende Küche – Köchin Anita Kraisser auf kulinarischer Reise durch Österreich (Freitag, 21:10 Uhr)
- Servus am Morgen – Frühstücksfernsehen (Montag bis Freitag, 6:00 bis 9:10 Uhr)
- Servus Hockey Night – DEL – Deutsche Eishockey Liga (Sonntag, 17:30 Uhr, ServusTV Deutschland)
- Servus Hockey Night – EBEL – Erste Bank Eishockey-Liga (Sonntag, 17:30 Uhr, ServusTV Österreich)
- Sissy – Mein Sommer auf der Alm (Sonntag, 16:30 Uhr)
- Spitzenköche im Ikarus – Kulinarisches aus dem Hangar-7 (Sonntag, 16:25 Uhr)
- Trakehnerblut – Telenovela, erste eigenproduzierte Fiktionalserie von ServusTV (Donnerstag, 20:15 Uhr)[8]
- Wir sind... – Einfühlsame Porträts, außergewöhnliche Menschen